# یوداگومادیا
یوداگومادیا (به لاتین: Udagomadiya) یک منطقهٔ مسکونی در سری‌لانکا است که در استان جنوبی (سری‌لانکا) واقع شده‌است.